# Stefano degli Angeli

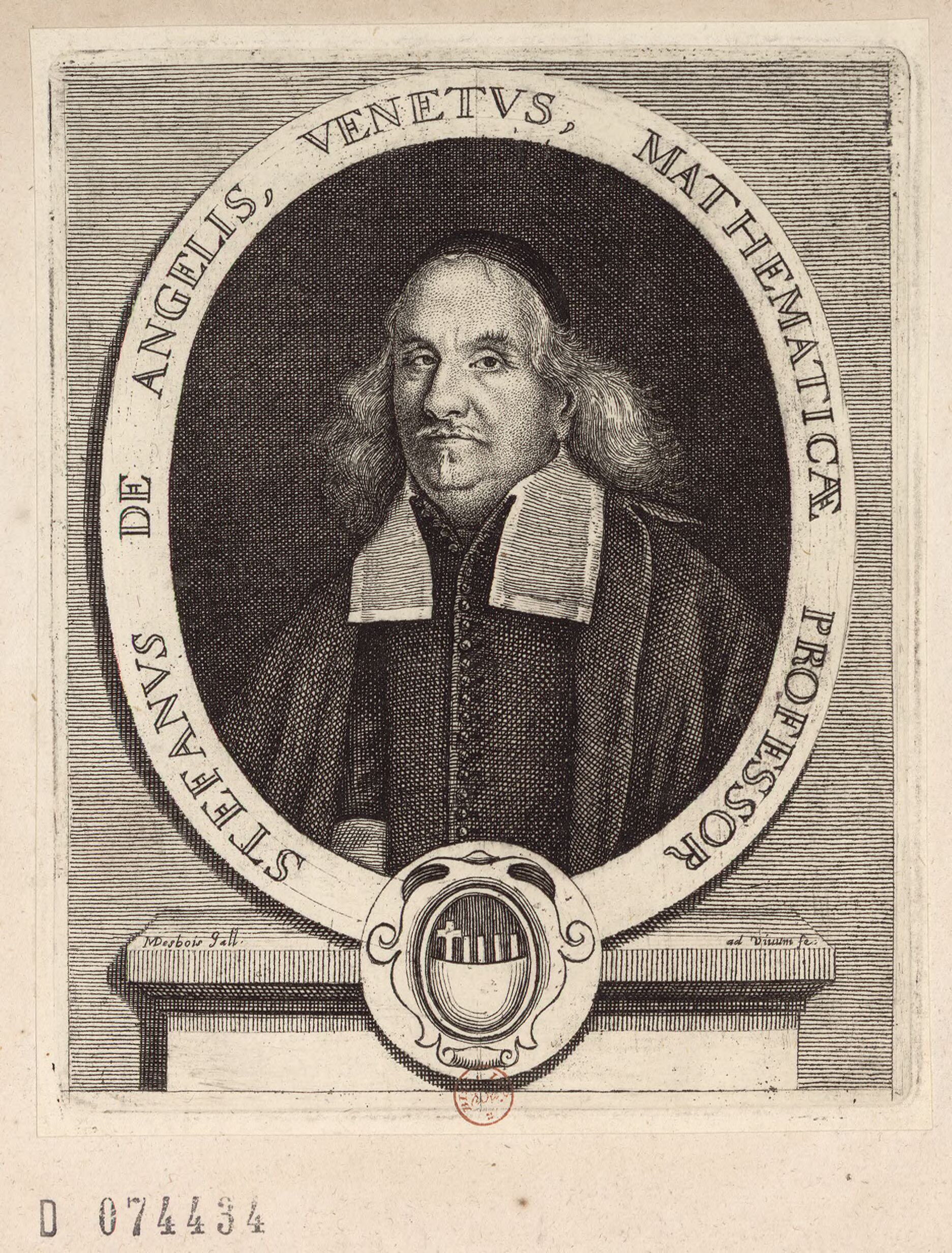
Stefano degli Angeli in una calcografia di Martial Desbois.

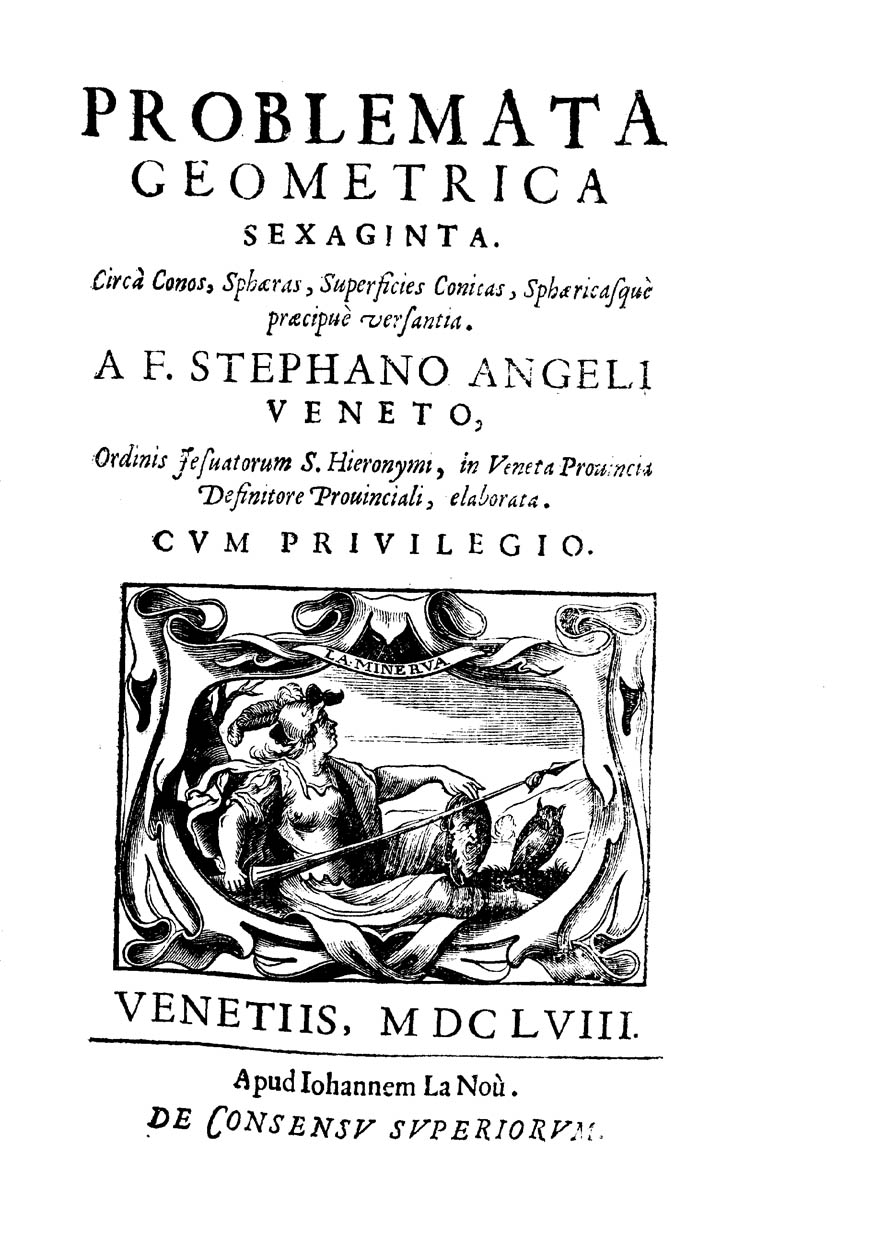
Problemata geometrica sexaginta, 1658

Stefano degli Angeli (Venezia, 23 settembre 1623 – Padova, 11 ottobre 1697) è stato un matematico e filosofo italiano. Degli Angeli fu uno dei più autorevoli sostenitori della teoria degli infinitesimi, che difese dalle critiche di Guldino, Tacquet e Bettini. Dal 1654 al 1667 si dedicò allo studio della geometria, continuando le ricerche di Bonaventura Cavalieri e Evangelista Torricelli. Passò quindi alla meccanica, entrando in conflitto con Giovanni Alfonso Borelli e Giovanni Riccioli.

## Biografia
Stefano degli Angeli nacque a Venezia il 23 settembre 1623. Avviatosi ancora giovane alla carriera ecclesiastica, vestì l'abito dei Gesuati o Chierici Apostolici di San Girolamo, fondati nel 1367 dal Beato Giovanni Colombini di Siena, con la specifica missione di assistere gli infermi e di provvedere alla fabbricazione dei farmaci allora più richiesti. Essendosi dimostrato molto portato per gli studi, i suoi superiori, quando egli ebbe appena ventuno anni, gli affidarono l'insegnamento della filosofia nel Collegio dei Novizi di Ferrara, dal quale fu trasferito poco dopo a Bologna. Nello studio di Bologna seguì le lezioni sulla Geometria degli Indivisibili tenute dal suo confratello Bonaventura Cavalieri. Essendo questi sofferente d'artrite e spesso costretto a letto, il giovane Degli Angeli lo sostituì spesso nelle lezioni e lo aiutò nel faticoso disbrigo della corrispondenza scientifica. 
Alla morte di Cavalieri, nel 1647, gli fu offerta la cattedra rimasta vacante, ma Degli Angeli rifiutò per assumere il rettorato di una Casa di gesuati a Roma, dove rimase cinque anni. Passò quindi a Venezia con la carica di Priore del suo monastero e dal 1658 al 1661 con quella di Definitore Provinciale. A Venezia, riprendendo gli studi prediletti, cominciò a pubblicare varie opere sulle proprietà geometriche delle curve allora note (parabole, iperboli, cicloidi, spirali di grado superiore) sulle quali Evangelista Torricelli e lo stesso Bonaventura Cavalieri avevano iniziato un'ampia serie di profondi studi rivolti a precisarne geometricamente la natura e le funzioni.
Il 2 gennaio 1662 il Senato veneto gli offrì la cattedra di matematica già tenuta a Padova da Andrea Argoli, morto quattro anni prima. Degli Angeli insegnò all'Università di Padova fino alla morte, avvenuta l'11 ottobre 1697. Con la soppressione dell'Ordine voluta da papa Clemente IX nel 1668 era diventato prete secolare.

## Opere
- (LA) Problemata geometrica sexaginta, Venetiis, apud Iohannem La Noù, 1658.
- (LA) De infinitis parabolis, de infinitisque solidis ex variis rotationibus ipsarum, partiumque earundem genitis, Venetiis, apud Ioannem La Noù, 1659.
- (LA) Miscellaneum geometricum, Venetijs, apud Ioannem La Noù, 1660.
- (LA) De infinitorum spiralium spatiorum mensura, Venetijs, apud Ioannem La Noù, 1660.
- (LA) Accessionis ad steriometriam, et mecanicam, pars prima, Venetijs, apud Ioannem La Noù, 1662.

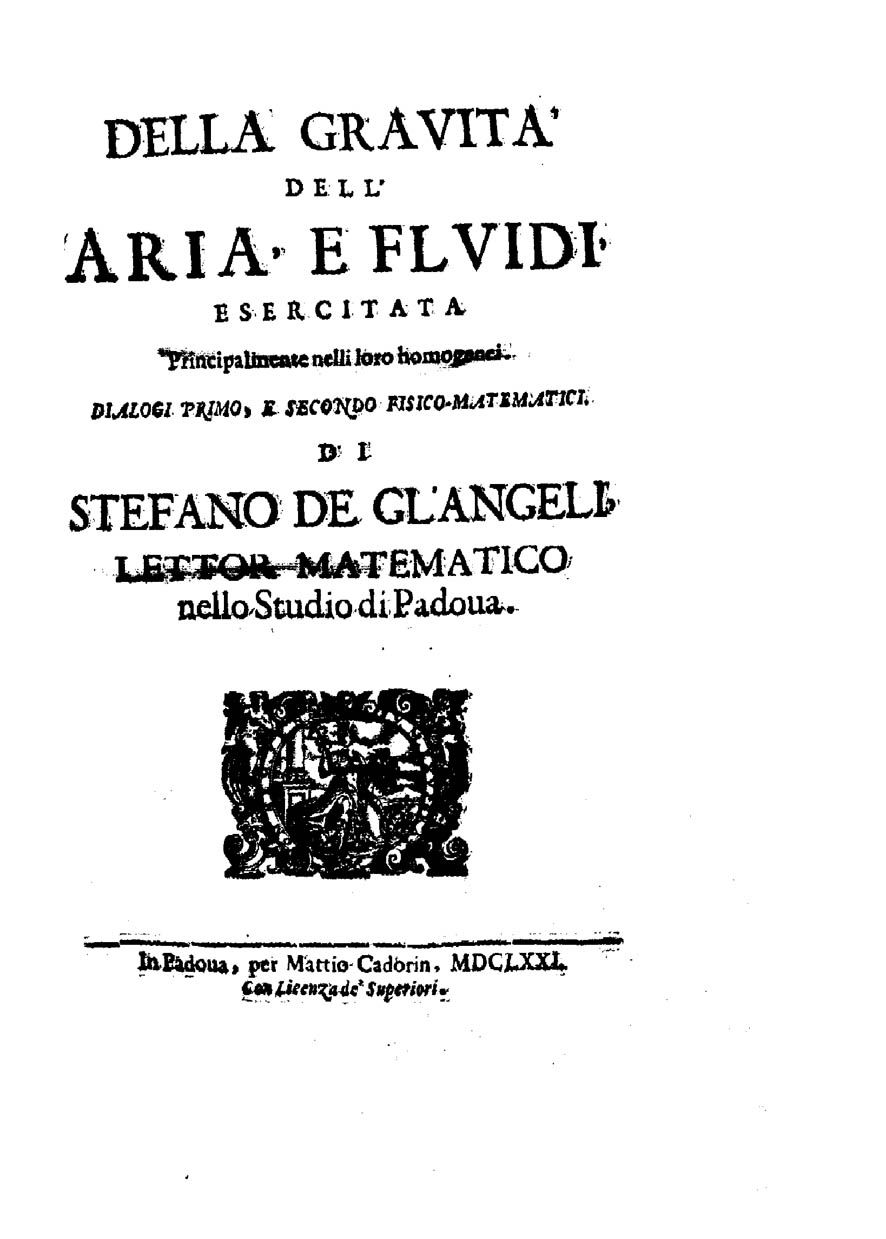
Della gravità dell'aria e fluidi, 1671

- Della gravità dell'aria e fluidi, esercitata principalmente nelli loro homogenei, Padova, Matteo Cadorino, 1671.